# Konstantin Apollonowitsch Skalkowski

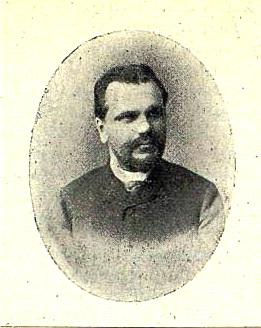
Konstantin Apollonowitsch Skalkowski (1897)

Konstantin Apollonowitsch Skalkowski (russisch Константин Аполлонович Скальковский; * 6. Apriljul. / 18. April 1843greg. in Odessa; † 6. Maijul. / 19. Mai 1906greg. in St. Petersburg) war ein russischer Bergbauingenieur und Theaterkritiker.

## Leben
Skalkowski, Sohn des Historikers Apollon Alexandrowitsch Skalkowski, absolvierte das Adelspensionat am Richelieu-Lyzeum in Odessa und studierte in St. Petersburg am Institut des Bergbauingenieur-Korps mit Abschluss 1863. Darauf arbeitete er in der Hauptverwaltung des Instituts und dann im Bergbau-Departement des Finanzministeriums. Er führte geologische Untersuchungen in den Gouvernements des Nordens, auf der Halbinsel Mangischlak und in der Region des Orenburger Kosakenheers durch und studierte die Wirtschaft der dortigen Betriebe. Im Auftrag des Finanzministeriums unternahm er Reisen in Russland und ins Ausland, um Informationen über Industrie und Handel zu sammeln. Insbesondere informierte er sich über die Bergbau-Technologien in Westeuropa, im Osmanischen Reich, in Vorder- und Hinterindien, im Kaiserreich China, in Japan und in den USA. 1866 erschien seine Broschüre mit dem Aufruf zur Förderung der russischen Industrie und dem Protest gegen die vorherrschenden Freihandelsideen.
1867 wurde Skalkowski zum Sekretär der neuen Gesellschaft zur Förderung der russischen Industrie und des Handels gewählt. 1870 wurde er außerdem Sekretär des Wissenschaftlichen Bergbau-Komitees, für das er die Sammelbände mit statistischen Daten der Bergbau- und Salz-Industrie erstellte und redigierte (bis 1881).
1871–1872 hielt Skalkowski an dem aus dem Institut des Bergbauingenieur-Korps entstandenen Bergbau-Institut eine Vorlesung über Bergbau-Statistik mit Politökonomie.
1891 wurde Skalkowski als Nachfolger Nikolai Alexandrowitsch Kulibins Direktor des Bergbau-Departements unter den Regierungen Nikolai Bunge und Iwan Nikolajewitsch Durnowo. In diesem Jahr war Skalkowski auch Mitglied der Kommission für die Erarbeitung eines Zolltarifs. In dieser Zeit wurden wichtige gesetzliche Regelungen für den Bergbau eingeführt. Sie betrafen das Eigentumsrecht am Grundstück-Untergrund, die staatliche Kontrolle der Ordnungsmäßigkeit und Sicherheit des Bergbaus auf privatem Grund und das Ausmaß der Bergbau-Betriebsinspektionen. Eröffnet wurden neue Bergbau-Verwaltungen im Süden und Westen und die Irkutsker Bergbau-Schule. In zunehmendem Maße fanden Kongresse der Bergbau-Betriebsleiter statt. Ein Gesetz zur Regelung der Beziehungen zwischen den Eisenbahn-Gesellschaften und den Bergbau-Unternehmen wurde vorbereitet. Die jährlichen Auswertungen des Bergbau-Departements wurden nun veröffentlicht.
1896 schied Skalkowski als Geheimer Rat (3. Rangklasse) aus dem Direktorenamt. Sein Nachfolger wurde Nikolai Alexejewitsch Denissow.
1903 wurde Skalkowski Vorstandsmitglied der Nikopol-Mariupol-Bergbau-Metallurgie-Gesellschaft.
Zu Skalkowskis Ehren waren Jubiläumsmedaillen geprägt worden. Seinen Namen trugen Bergwerke im Donbass und Mineralwasser-Bäder im Kaukasus. Er galt als weltweit Erster der Bestochenen. Am 1. Januar 1918 wurde der jährliche Skalkowski-Preis für den besten Aufsatz zur Statistik und Handelsgeographie Russlands zum ersten Mal verliehen.
Bekannter wurde Skalkowski durch seine Bücher und Artikel zur Gesellschaftspolitik, zum Theater und insbesondere zum Ballett, wofür er zeitweise das Pseudonym Baletoman benutzte.